# فرناندو (لاعب كرة قدم)
فرناندو (14 نوفمبر 1986 في البرازيل - ) هو لاعب كرة قدم برازيلي في مركز الهجوم. لعب مع نادي سيتيزن ونادي كيتشي ونادي سي آر بي وMetro Gallery FC ‏ وGuarani Esporte Clube (MG) ‏ وJuazeiro Social Clube ‏ وEsporte Clube Jacuipense ‏.

## وصلات خارجية
- فرناندو على موقع قاعدة بيانات كرة القدم.إي يو (الإنجليزية)
- فرناندو على موقع ناشيونال فوتبول تيمز (الإنجليزية)
- فرناندو على موقع Soccerway.com (الإنجليزية)